# Ema Kovacevic
Ema Kovacevic (* 25. März 2006 in Brüssel) ist eine belgische Tennisspielerin.

## Karriere
Kovacevic spielt größtenteils auf der ITF Women’s World Tennis Tour, auf der sie bisher zwei Turniersiege im Doppel erringen konnte.

### College-Tennis
Ab Herbst 2024 wird Ema Kovacevic für das Damentennisteam der Terrapins der University of Maryland.

## Turniersiege

### Doppel
| Nr. | Datum           | Turnier  | Kategorie | Belag     | Partnerin     | Finalgegnerinnen              | Ergebnis         |
| --- | --------------- | -------- | --------- | --------- | ------------- | ----------------------------- | ---------------- |
| 1.  | 20. Januar 2024 | Monastir | ITF W35   | Hartplatz | Lara Salden   | Oana Gavrila Yasmine Mansouri | 3:6, 6:1, [10:8] |
| 2.  | 17. August 2024 | Duffel   | ITF W35   | Sand      | Magali Kempen | Tilwith Di Girolami Lian Tran | 6:1, 6:4         |

## Persönliches
Ema ist die Tochter von Ivana Pavlovic und Slobodan Kovacevic. Sie hat eine Schwester Mia Kovacevic, besuchte das Lycée Mater Dei und plant einen College-Abschluss als Flugzeug-Ingenieurin.